# Sala Baganza
Sala Baganza is een gemeente in de Italiaanse provincie Parma (regio Emilia-Romagna) en telt 4766 inwoners (31-12-2004). De oppervlakte bedraagt 30,9 km², de bevolkingsdichtheid is 154 inwoners per km².
De volgende frazioni maken deel uit van de gemeente: Case Marconi, Casino de' Boschi, Castellaro, Maiatico, San Vitale.

## Demografie
Sala Baganza telt ongeveer 1982 huishoudens. Het aantal inwoners steeg in de periode 1991-2001 met 10,0% volgens cijfers uit de tienjaarlijkse volkstellingen van ISTAT.
| Jaar | Inwoneraantal |
| ---- | ------------- |
| 1991 | 4198          |
| 2001 | 4616          |

## Geografie
Sala Baganza grenst aan de volgende gemeenten: Calestano, Collecchio, Felino, Fornovo di Taro, Parma, Terenzo.
Albareto · Bardi · Bedonia · Berceto · Bore · Borgo Val di Taro · Busseto · Calestano · Collecchio · Colorno · Compiano · Corniglio · Felino · Fidenza · Fontanellato · Fontevivo · Fornovo di Taro · Langhirano · Lesignano de' Bagni · Medesano · Mezzani · Monchio delle Corti · Montechiarugolo · Neviano degli Arduini · Noceto · Palanzano · Parma · Pellegrino Parmense · Polesine Parmense · Roccabianca · Sala Baganza · Salsomaggiore Terme · San Secondo Parmense · Sissa Trecasali · Solignano · Soragna · Sorbolo · Terenzo · Tizzano Val Parma · Tornolo · Torrile · Traversetolo · Valmozzola · Varano de' Melegari · Varsi · Zibello
- Library of Congress Control Number: n86041822
- MusicBrainz: 27f47f6b-0b4d-41c0-b50c-37eaadd529d8
- Nationale Bibliotheek van Israël: 987007557882805171
- Virtual International Authority File: 156020847

1. ↑  https://demo.istat.it/?l=it.